# Each Time You Break My Heart
Each Time You Break My Heart  est une chanson interprétée par le chanteur britannique Nick Kamen, premier extrait de son premier album studio Nick Kamen (1987).
Il s'agit de son premier single, publié par Sire Records le 2 novembre 1986, aux formats 45 tours et maxi 45 tours. Le titre est écrit par Madonna et Stephen Bray. On y entend la chanteuse dans les chœurs.
La chanson est un succès commercial et atteint le top 10 en France, en Allemagne, en Irlande, en Italie, aux Pays-Bas, en Suède, en Suisse et au Royaume-Uni. Elle obtient la certification Argent en France et au Royaume-Uni, et un remix du titre devient un succès de discothèque aux États-Unis.

## Contexte et enregistrement
Alors qu'il est mannequin, Nick Kamen perce en 1985 en apparaissant dans une publicité télévisée de Levi's. Dans le spot publicitaire, il est vu se déshabillant dans une laverie pour y laver son Levi's 501, ne restant revêtu que d'un caleçon blanc. Pendant qu'il se déshabille, il est observé par un groupe de clientes de la laverie.
La publicité a un impact important, les ventes de Levi's augmentant de 800% et la compagnie devenant leader sur le marché des jeans. Elle fait également de Nick Kamen un sex-symbol. La chanson de Marvin Gaye I Heard It Through the Grapevine utilisée dans le spot publicitaire voit ses ventes augmenter, au point d'atteindre la huitième place des charts britanniques,.
Nick Kamen décide ensuite de s'investir dans la musique et signe avec le label Sire Records, dont Madonna est une artiste.
Madonna manifeste son intérêt pour la production du disque de Nick Kamen. Alors qu'elle est occupée par le tournage de Who's That Girl, elle fournit la chanson Each Time You Break My Heart , écrite et enregistrée pour son album True Blue (1986), mais non retenue dans la liste finale des morceaux.

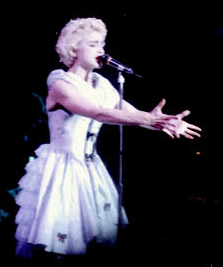
Madonna a participé aux chœurs de la chanson

Madonna participe également aux chœurs de la chanson, écrit et produite par Madonna et Stephen Bray.
Each Time You Break My Heart est retenu comme premier extrait de l'album Nick Kamen qui doit sortir en 1987. La chanson sort le 2 novembre 1986 chez Sire en 45 tours et Maxi 45 tours. Une vidéo promotionnelle de la chanson est réalisée par Jean-Baptiste Mondino, et met en scène la petite amie de Nick Kamen, l'actrice Talisa Soto.
Après quatre semaines, la chanson est numéro un dans les charts britanniques, restant dans le top 100 pendant 13 semaines. Le disque reçoit une certification Argent de la British Phonographic Industry (BPI) pour la vente de 250 000 exemplaires.
En France, Each Time You Break My Heart atteint la huitième place du classement des singles dans lequel il est présent pendant 19 semaines. Le Syndicat National de l'Édition Phonographique (SNEP) certifie le single Argent pour la vente de 250 000 exemplaires.
En Europe, la chanson atteint également les dix premières places dans les classements en Allemagne, Irlande, Italie, Pays-Bas, Suède et Suisse. Sur le tableau combiné paneuropéen Hot 100 Singles, le single culmine à la 11e place. Aux États-Unis, la chanson ne parvient pas à figurer dans le Billboard Hot 100, mais un remix de club de Shep Pettibone culmine à la cinquième place du classement Dance Club Songs.

## Liste des pistes
| - 7" single 1. "Each Time You Break My Heart" (Album Version) – 4:30 2. "Each Time You Break My Heart" (Instrumental) – 4:35 - 12" maxi – Europe 1. "Each Time You Break My Heart" (Dance Mix) – 6:52 2. "Each Time You Break My Heart" (Album Version) – 4:30 3. "Each Time You Break My Heart" (Extended Instrumental) – 5:14 | - 12" maxi – US 1. "Each Time You Break My Heart" (Shep Pettibone Extended Version) – 8:32 2. "Each Time You Break My Heart" (Shep Pettibone Dub) – 8:49 3. "Each Time You Break My Heart" (Shep Pettibone Radio Mix) – 3:55 |

## Crédits et personnel
Informations figurant sur la pochette du Maxi 45 tours : 
- Nick Kamen – chant
- Madonna – auteure, productrice, chœurs
- Stephen Bray – auteur, producteur
- Michael Hutchinson – enregistrement, mixage
- The Latin Rascals – audio editing
- Ted Jensen – audio mastering
- Steve Peck – ingénieur du son
- Shep Pettibone – remixing